# Stipa stuckertii
Stipa stuckertii är en gräsart som beskrevs av Eduard Hackel. Stipa stuckertii ingår i släktet fjädergrässläktet, och familjen gräs. Inga underarter finns listade i Catalogue of Life.